# البهائية في البرازيل
بدأ البهائيون في البرازيل في عام 1919 عندما زار البهائية البلاد لأول مرة في ذلك العام، وتم تأسيس أول محفل روحاني محلي في البرازيل عام 1928. تلت ذلك فترة من النمو مع وصول رواد منسقين من الولايات المتحدة، والذين وجدوا معتنقين برازيليين للدين، وفي عام 1961 تم تشكيل مجتمع بهائي وطني مستقل. خلال قمة الأرض عام 1992، التي عُقدت في البرازيل، أُوكل إلى المجتمع البهائي المحلي والدولي تنظيم سلسلة من البرامج المتنوعة، ومنذ ذلك الحين استمرت أنشطة المجتمع البهائي في البلاد في التوسع. وقدرت جمعية بيانات الأديان (اعتمادًا على الموسوعة المسيحية العالمية) عدد البهائيين في البلاد بنحو 42,211 في عام 2005.

## ألواح خطة إلهية لعبد البهاء
كتب عبد البهاء، نجل مؤسس البهائية، سلسلة من الرسائل أو ألواح لأتباع الدين في الولايات المتحدة بين عامي 1916 و1917؛ وقد جُمعت هذه الرسائل لاحقًا في كتاب بعنوان ألواح الخطة الإلهية. كان اللوح السادس أول من أشار إلى مناطق أمريكا اللاتينية، وقد كُتب في 8 أبريل 1916، لكنه تأخر في تقديمه في الولايات المتحدة حتى عام 1919، بعد نهاية الحرب العالمية الأولى والإنفلونزا الإسبانية. وكانت أولى الخطوات التي اتخذها المجتمع البهائي تجاه أمريكا اللاتينية من قبل عدد قليل من الأفراد الذين قاموا برحلات إلى المكسيك وأمريكا الجنوبية قرب هذا الموعد أو قبله في عام 1919، ومن بينهم السيد والسيدة فرانكلاند، وروي ويلهلم، ومارثا روت، والتي يُعتقد أنها أول من زار البرازيل من البهائيين. بدأت روت رحلاتها في صيف عام 1919، فتوقفت أولًا في البرازيل، ثم الأرجنتين والأوروغواي، قبل أن تنطلق لعبور جبال الأنديز إلى تشيلي في الشتاء. وقد تُرجم اللوح السادس وقُدم من قبل ميرزا أحمد سهراب في 4 أبريل 1919، ونُشر في مجلة نجم الغرب في 12 ديسمبر 1919.
يقول السيد المسيح: "سافروا إلى الشرق والغرب من العالم وادعوا الناس إلى ملكوت الله."... جمهورية المكسيك... لتتعرفوا على اللغة الإسبانية... غواتيمالا، هندوراس، السلفادور، نيكاراغوا، كوستاريكا، بنما، والبلد السابع بليز... أولو أهمية كبرى للشعوب الأصلية في أمريكا... وكذلك جزر... كوبا، هايتي، بورتو ريكو، جامايكا... جزر البهاما، وحتى جزيرة واتلينغ الصغيرة... هايتي وسانتو دومينغو... جزر برمودا... جمهوريات قارة أمريكا الجنوبية – كولومبيا، الإكوادور، بيرو، البرازيل، غيانا، بوليفيا، تشيلي، الأرجنتين، الأوروغواي، باراغواي، فنزويلا؛ وكذلك الجزر الواقعة شمال وجنوب وشرق وغرب أمريكا الجنوبية، مثل جزر فوكلاند، جزر غالاباغوس، جزر خوان فرنانديز، توباغو وترينيداد. وكذلك مدينة باهيا، الواقعة على الساحل الشرقي للبرازيل. وبسبب شهرتها بهذا الاسم منذ وقت، فإن تأثيرها سيكون بالغًا.
بعد هذه الألواح وبُعيد وفاة عبد البهاء عام 1921، بدأ بعض البهائيين بالانتقال إلى أمريكا اللاتينية أو زيارتها على الأقل. وتأسس المجتمع البهائي في البرازيل عام 1921 عندما وصلت ليونورا أرمسترونغ، أول مقيمة بهائية دائمة في أمريكا الجنوبية، إلى البلاد في ذلك العام. وكانت مود ميكل ثاني أفراد المجتمع بحلول أبريل 1925. ووفقًا لتوجيهات شوقي أفندي، الذي سُمِّي خليفةً لعبد البهاء، بدأ انتشار سريع للمحافل الروحانية المحلية حول العالم، ووفقًا لإحصاء عام 1928 كان في البرازيل واحد من بين 85 محفلًا محليًا حول العالم.

## خطة السنوات السبع والحقب التالية
في الأول من مايو عام 1936، بعث شوقي أفندي ببرقية إلى المؤتمر السنوي البهائي للولايات المتحدة وكندا، طالبًا البدء في تنفيذ رؤية عبدالبهاء بشكل منهجي. وقد جاء في برقيته:
"أدعو المندوبين المجتمعين للتأمل في النداء التاريخي الذي أطلقه عبدالبهاء في ألواح الخطة الإلهية. وأحثّ على التشاور الجاد مع الهيئة الوطنية القادمة لضمان تحقيق هذا النداء بالكامل. إن القرن الأول من العصر البهائي يوشك على نهايته، والبشرية تدخل أطراف المرحلة الأخطر في وجودها. إن الفرص المتاحة في هذا الوقت ثمينة بما لا يُتَصوَّر. ليت كل ولاية ضمن الجمهورية الأمريكية، وكل جمهورية في القارة الأمريكية، تتبنى نور دين بهاء الله وتؤسس الهيكل التنظيمي لنظامه العالمي قبل نهاية هذا القرن المجيد."
عقب هذه البرقية في 1 مايو، وصلت برقية أخرى من شوقي أفندي في 19 مايو دعا فيها إلى إرسال روّاد دائمين إلى جميع بلدان أمريكا اللاتينية. فقامت الهيئة الروحية الوطنية للبهائيين في الولايات المتحدة وكندا بتعيين "لجنة ما بين الأمريكيتين" لتتولى التحضيرات. وأثناء مؤتمر أمريكا الشمالية البهائي عام 1937، أرسل شوقي أفندي برقية ينصح فيها بتمديد جلسات المؤتمر ليتمكن المندوبون والهيئة الوطنية من التشاور حول خطة لإرسال البهائيين إلى أمريكا اللاتينية، إضافة إلى استكمال الهيكل الخارجي لمشارق الأذكار في ويلميت، إلينوي.
وفي عام 1937، بدأت الخطة البهائية الأولى لسبع سنوات (1937–1944)، وهي خطة دولية صممها شوقي أفندي، وهدفت إلى نشر الدين البهائي في جميع بلدان أمريكا اللاتينية. ومع انتشار البهائيين الأمريكيين في أمريكا اللاتينية، بدأت تتشكل مجتمعات بهائية وهيئات روحانية محلية في عام 1938 في مختلف أنحاء القارة. وبعد توقف لعدة سنوات، أُعيد انتخاب الهيئة الروحية في مدينة باهيا عام 1940.
وبحلول أكتوبر 1941، ضمّ المجتمع البهائي في باهيا أفرادًا برازيليين من ضمنهم دونا أنطونيا، والسيد والسيدة وورلي. ومن الروّاد الآخرين في البرازيل حتى عام 1946: جان سيلفر، فيفيان ويسون، فيرجينيا أوربيسون، السيد والسيدة إدوارد بودي، والسيد والسيدة إدموند جي. ميسلر. وفي عام 1946، تم انتخاب أول هيئة روحانية في ريو دي جانيرو.
وبحلول يونيو 1947، كان لدى البرازيل ثلاث هيئات روحانية.
وبعد انتخاب الهيئة الروحية الإقليمية لبهائيي أمريكا الجنوبية عام 1950، تم تقسيمها عام 1957 إلى هيئتين: الأولى في ليما، بيرو وتضم جمهوريات البرازيل وبيرو وكولومبيا والإكوادور وفنزويلا، والثانية في بوينس آيرس، الأرجنتين وتشمل الأرجنتين وتشيلي وأوروغواي وباراغواي وبوليفيا.
أنشأت البرازيل هيئتها الروحية الوطنية المستقلة عام 1961. وبحلول عام 1963، كان هناك 12 هيئة روحانية محلية في البرازيل: وهي في مدن: باهيا، كامبيناس، كوريتيبا، لاغوا غراندي، نيتيروي، بورتو أليغري، ريسيفي، ريو دي جانيرو، سانتو أندريه، ساو كايتانو دو سول، موغي ميريم، وساو باولو، بالإضافة إلى خمس تجمعات أخرى تضم مجموعات بهائية أصغر في مدن: بيليم، بيلو هوريزونتي، برازيليا، كاشويرا دورادا، وبوسوس دي كالداس.
وفي عام 1977، انضم أول أفراد من شعب الماكوشي إلى الدين البهائي.

## المؤسسات التعليمية البهائية
في عام 1980، تأسست مدرسة الأمم (بالبرتغالية: Escola das Nações)، وهي مدرسة بهائية دولية ثنائية اللغة (بالإنجليزية والبرتغالية)، وذلك في العاصمة برازيليا. وخلال السنة الدولية لمحو الأمية عام 1990، تعاونت المدرسة مع عدد من المجتمعات في تنفيذ مشاريع، أحدها كان برعاية من أمانة التعليم في المقاطعة الفدرالية. وبحلول عام 2007، بلغ عدد طلاب المدرسة حوالي 610 طالبًا، وضمّ طاقم التدريس نحو 90 معلمًا ومعلمة، بالإضافة إلى المساعدين.
وفي أواخر الثمانينيات والتسعينيات، تأسست جمعية مونتي كارميلو (Associação Monte Carmelo) كمجتمع تربوي يضم معلمين، وأسرًا، وأطفالهم، وموظفين داعمين، وشُكِّلت كمنظمة غير حكومية للتنمية الاجتماعية والاقتصادية. قامت عائلة أيڤازيان (Ayvazian) بالتبرع بملكية ريفية تبلغ مساحتها 84000 متر مربع قرب مدينة بورتو فليز إلى المجتمع البهائي بهدف استخدامها لخدمة احتياجات المدينة والمناطق المجاورة. وبعد دراسة دقيقة ومشاورات مع قادة محليين وسلطات رسمية، تقرر أن أفضل استخدام للمكان هو تحويله إلى مركز للتربية المادية، والإنسانية، والروحية لـ120 طفلًا ومراهقًا من خلفيات دينية وعرقية متعددة، ينتمون لعائلات منخفضة الدخل.

## قمة الأرض عام 1992
طُلب من المجتمع البهائي الدولي المساهمة في التحضيرات لقمة الأرض عام 1992، التي عُقدت في البرازيل. فعلى سبيل المثال، في أغسطس 1991، تواصل السيد وارن ليندنر، الرئيس المشارك لـ"المنتدى العالمي"، مع المجتمع البهائي طالبًا المساعدة في إنشاء مكاتب المنتدى العالمي في ريو دي جانيرو. وصرّح السيد أرتورو قائلًا: "استطعنا أن نعرض على المنتدى المساعدة بدوام كامل من السيدة أماندا غورني، وهي بهائية برازيلية تتقن اللغتين الإنجليزية والبرتغالية، لتعمل كمساعدة للسيد ليندنر". وأضاف: "كان أملنا أن يسهم انخراط البهائيين المبكر في إضفاء روح وحدوية على المنتدى، ونعتقد أن هذا تحقق". وواصلت الجماعة البهائية الدولية دعمها لجهود قمة الأرض عدة مرات، رغم التراجع في الاهتمام والدعم العالمي لها.
خلال قمة الأرض، شاركت الجماعة البهائية الدولية في المنتدى العالمي، الذي عُقد بالتوازي مع الاجتماعات الحكومية، كما أدّت دورًا مهمًا في الأنشطة المصاحبة، بما في ذلك نصب السلام نفسه – الذي تمّ تكليفه من قِبل الجماعة البهائية الدولية، وأصبح يُنظر إليه على أنه رمز لقمة الأرض، ويقع في المساحات الخضراء في غويانيا. كما ساهم البهائيون في البرازيل وخارجها في إعداد وإنتاج كتاب يحتوي على رسومات ومقالات كتبها أطفال من مختلف أنحاء العالم عن أهمية حماية البيئة والسلام. وحمل الكتاب عنوان "الغد ملكٌ للأطفال"، وأُرسل إلى جميع رؤساء الدول عام 1993.
ونظّم البهائيون ندوة استمرت يومًا كاملًا، خلال المنتدى العالمي، بعنوان: "القيم والمؤسسات من أجل حضارة عالمية مستدامة ومتقدمة على الدوام". كما تولّى البهائيون أيضًا تنظيم سلسلة من الأمسيات الموسيقية والثقافية، تحت عنوان "سلسلة الأمسيات في الحديقة"، التي أُقيمت كل ليلة خلال المنتدى في مدرّج منتزه فلامينغو.

## التركيبة السكانية الحالية
في عام 1990، تم انتخاب أول محفل روحاني في البرازيل يتكوّن بالكامل من السكان الأصليين، وكان من شعب المورا في مدينة بيروري. وفي عام 2002، أفاد البهائيون أن عددهم في البرازيل يبلغ نحو 55,000 شخص، وأن هناك 66 محفلًا روحانيًا محليًا.
وفي عامي 2007-2008، وُجدت تجمعات بهائية محلية يمكن التواصل معها إلكترونيًا في المدن التالية: بارريتوس، باورو، بيلو هوريزونتي، بلوميناو، برازيليا، كاشويرا دو بوم جيسوس - فلوريانوبوليس، غويابييراس، لاورو دي فريتاس، لوندرينا، ماناوس، موجي غواسو، ناتال، بورتو فيليز، ريسيفي، ريو برانكو، ريو دي جانيرو، سانتو أندريه، ساو باولو، ساو سيباستياو، وفيلا فيلها.
وقدّرت جمعية أرشيف بيانات الأديان (اعتمادًا على موسوعة المسيحية العالمية) عدد البهائيين في البرازيل بحوالي 42,211 شخصًا في عام 2005.

## مشاركات متنوعة
منذ نشأتها، شاركت الديانة البهائية في مجال التنمية الاجتماعية والاقتصادية، بدءًا بإتاحة حريات أوسع للنساء، وترويج التعليم للنساء كأولوية أساسية، وقد تجلّت هذه المشاركة عمليًا من خلال إنشاء المدارس، والتعاونيات الزراعية، والعيادات الصحية.
دخلت الديانة مرحلة جديدة من النشاط بعد صدور رسالة من بيت العدل الأعظم بتاريخ 20 أكتوبر 1983. فقد حثّت الرسالة البهائيين على البحث عن طرق تتماشى مع تعاليم الديانة البهائية، تمكنهم من الانخراط في تنمية المجتمعات التي يعيشون فيها. ففي عام 1979، كان هناك 129 مشروعًا بهائيًا معترفًا به رسميًا في مجال التنمية الاجتماعية والاقتصادية على مستوى العالم، وارتفع العدد إلى 1482 مشروعًا بحلول عام 1987.
أما المجتمع البهائي الحديث في البرازيل، فله أنشطة وأعضاء واهتمامات خارجية تتعلق بالقضايا التي تمسّ الدين، ويواصل تنفيذ برامج للتواصل والانفتاح. ففي عام 1986، تأسست "الجمعية البرازيلية للأطباء من أجل السلام" بمبادرة من عدد من الأطباء البهائيين، حيث حضر المؤتمر التأسيسي نحو 120 طبيبًا ومهنيًا طبيًا.
وفي عام 2002، أعدّت الهيئة الروحانية الوطنية قائمة تضم حوالي 44 اسمًا من الزعماء الدينيين الوطنيين، واللاهوتيين، والأكاديميين المتخصصين في الشؤون الدينية، ثم قامت بإرسال رسالة بعنوان رسالة إلى زعماء الأديان في العالم، إما بالبريد أو بالتسليم الشخصي. وفي خطوة لاحقة، تم إرسال نحو 330 نسخة من الرسالة إلى المحافل الروحانية المحلية في البرازيل لتوزيعها على الزعماء الدينيين المحليين.
وقال روبيرتو إغهراري، سكرتير الشؤون الخارجية في الهيئة الروحانية الوطنية البرازيلية: "في المجتمع البرازيلي، الانقسامات الدينية تُعدّ مشكلة. هناك توترات بين الجماعات الإنجيلية وغيرها من الطوائف المسيحية، وأيضًا بين المسيحيين وأصحاب الديانات ذات الأصول الإفريقية. لذا نعتقد أن توزيع هذه الرسالة جاء في وقته تمامًا، وأن لديه القدرة على تعزيز التفاهمات الجديدة". وأضاف أن الزعماء الدينيين تلقّوا الرسالة بتقدير كبير، وأبدت عدة مجموعات رغبتها في التعاون أو المتابعة مع المجتمع البهائي في البرازيل. وقال: "المسألة لا تقتصر على قراءة الرسالة فحسب، بل هناك رغبة فعلية في تطبيقها عمليًا".

### أشخاص
يوجد فنانون وأكاديميون ومهنيون من أتباع الديانة البهائية – من بينهم من حاز على جوائز مرموقة.
فلورا بوريم هي مغنية جاز برازيلية تقيم في الولايات المتحدة، بدأت مسيرتها الفنية في البرازيل خلال أوائل الستينيات، وتُعرف بشكل أساسي بأعمالها في نمط الجاز الانصهاري. وفي سبتمبر 2002، منحها الرئيس البرازيلي فيرناندو أنريك كاردوسو وسام "ريو برانكو"، وهو من أعلى الأوسمة البرازيلية، تكريمًا لمساهمتها الكبيرة في تعزيز العلاقات الدولية للبرازيل.
اعتنق باولو أموريم كاردوسو الديانة البهائية في البرازيل عام 1971، وكان من المؤسسين لرابطة الإسپيرانتو البهائية. وفي تسعينيات القرن العشرين، كان رولاند زويكر، وهو بهائي، يعمل كممثل صامت وممثل مسرحي في البرازيل وفرنسا والولايات المتحدة.
وفي عام 1992، أعلن سيرون فرانكو إيمانه ببهاء الله خلال مقابلة إذاعية مباشرة بُثّت في أنحاء البرازيل. وقد صمّم نصب السلام من أجل قمة الأرض، واستمر في عمله في مجالات الرسم، والخزف، والنحت.
ومنذ عام 2002، عملت ألبرتينيا لورينسي، وهي بهائية، كمهندسة برمجيات مستدامة وباحثة بعد الدكتوراه تحت إشراف البروفيسور جواو أنطونيو زوفو في جامعة ساو باولو.
وفي عام 2007، استخدمت الإعلامية البرازيلية شيده غرانفار الروح الإيجابية التي تنبع من التعاليم البهائية كمصدر إلهام لأسلوبها الإعلامي.

### منظمات بهائية أخرى
أسّس البهائيون ومؤسساتهم عددًا من المنظمات التي تُعنى بخدمة المجتمع. ففي عام 1985، عُقد أول اجتماع للفرع الأمريكي الجنوبي من رابطة الدراسات البهائية في البرازيل. وفي عام 1990، اعترفت حكومة ولاية الأمازون بـ"الجمعية البرازيلية للمربين من أجل السلام"، التي أسسها بهائيون. وفي يناير 2002، اجتمع نحو 600 شاب من 15 دولة في مركز سلطانيه البهائي التعليمي خارج موغي ميريم، وذلك ضمن أعمال "المؤتمر التاسع لحركة شباب البهائيين في الأمريكتين".

#### جمعية تطوير الأمازون المتماسك (ADCAM)
تأسست جمعية التطوير المتماسك للأمازون (ADCAM) عام 1984 بمبادرة من الهيئة الروحية الوطنية للبهائيين في البرازيل.
بدأت الجمعية أنشطتها في مجالين مختلفين:
في المنطقة الزراعية، من خلال معهد جلال إجراهي الزراعي التقني المتعدد التخصصات (IPRAM) في إيرانديوبا، والذي يقدم التعليم الرسمي في المرحلة الابتدائية.
وفي المنطقة الحضرية، أسّست الجمعية معهد منصور المهني في المنطقة الشرقية من ماناوس، وهو البيت الوحيد من نوعه في المدينة، وقد افتُتح في 7 سبتمبر 1989.
وفي عام 2001، قدمت وزارة التعليم البرازيلية منحة مالية قدرها نحو 850,000 دولار أمريكي لمعهد منصور المهني بهدف توسيعه ليخدم 4000 طالب.
وفي عام 2003، وبناءً على القانون الجديد (LDB 9394/96) المنظّم لوضعية الخريجين في قطاع التعليم، أنشأت الجمعية كلية طاهرة، بعد الحصول على موافقة وزارة التعليم، حيث قدمت برنامج بكالوريوس في التربية لإعداد معلمين يشاركون في التنمية الاجتماعية. وفي نوفمبر 2005، حصلت كلية طاهرة على الاعتماد الرسمي كمؤسسة جامعية.

### الاهتمامات الخارجية بالدين
في 28 مايو 1992، اجتمع مجلس النواب البرازيلي في جلسة خاصة لإحياء الذكرى المئوية لوفاة بهاء الله، حيث تم الاعتراف بتأثيره المتزايد كجزء من المشهد الاجتماعي والفكري في العالم. كما تم إصدار طابع بريدي رسمي بمناسبة هذه المناسبة.
وفي عام 1996، عقد مجلس النواب البرازيلي جلسة خاصة لتكريم رحيه خانم، التي كانت في زيارة إلى البرازيل لإحياء الذكرى الخامسة والسبعين لتأسيس الدين البهائي في البرازيل.
وفي عام 2000، وافقت البرازيل على استيعاب 30 عائلة كانت تواجه الاضطهاد الديني في إيران. وقالت الأمينة العامة للعدالة الوطنية إليزابيث سوسكيند إن إعادة التوطين كانت جزءًا من اتفاق مع المفوضية السامية للأمم المتحدة لشؤون اللاجئين.
منذ الاعتقال الأول لعدد من قادة البهائيين في إيران في مارس 2008 بدأ النواب البرازيليون بالتحدث عن القضية:
- لويس كوتو - 13 مارس،[45]
- فيرناندو فيرو - 8 أبريل،[46]
- لويس كوتو مرة أخرى - 3 يوليو،[47]
- بوي ألينكار - 13 أغسطس،[48]
- بوليت روشا - 13 أغسطس،[49]
- لويس كوتو مرة أخرى - 8 أكتوبر،[50]
- جيرالدو ريسيندي - 16 أكتوبر،[51]
- بومبيو دي ماتوس - 19 نوفمبر،[52]
- كارلوس أبكاليل - 19 نوفمبر.[53]

تم طرح القضية مجددًا في البرازيل في 17 فبراير 2009 عندما أطلق دي ماتوس رسالة مفتوحة إلى السلطات القانونية في الجمهورية الإسلامية الإيرانية عبر لجنة حقوق الإنسان والأقليات في البرلمان البرازيلي. انظر اضطهاد البهائيين.

## روابط خارجية
- الموقع الرسمي للبهائيين في البرازيل
- مجموعة نقاش المجتمع البهائي
- دار النشر البهائية في البرازيل
- بهائيون في بيلو هوريزونتي
- بهائيون في برازيليا
- بهائيون في ريو دي جانيرو
- بهائيون في ساو باولو